# ケネス・クーパー (軍人)
ケネス・クリスティ・クーパー（英：Kenneth Christie Cooper、CB,DSO,OBE、1905年 - 1981年）はイギリスの陸軍軍人。最終階級は陸軍少将。第7機甲師団を指揮した。

## 経歴
バークハムステッド学校で教育を受けた彼は、1924年に第53歩兵師団へ士官として入隊し、1927年に王立戦車連隊へ移った。
第二次世界大戦が勃発すると、彼は1941年10月から義勇農騎兵(yeomanry)の指揮官として、1942年から北アフリカの第9軍団参謀として、1943年から連合国司令部参謀として大戦に従事した。1945年からは第7機甲旅団の指揮官に着任し、そこで終戦を迎えた。
大戦が終結したのち陸軍准将へ昇進し、1947年に北方軍の王立機甲連隊へ、1948年に西アフリカ軍の参謀長に、1952年にキャンバリーの参謀大学補助指揮官に就任した。1953年に第7機甲師団の参謀指揮官となり、退役の前の1956年に北ヨーロッパ連合軍の参謀長に就任した。

## 家族
彼はバーバラ・メアリー・ハーディング＝ニューマンと結婚し、子供は息子(後のサイモン・クーパー陸軍少将)が一人いる。